# Martina Trabucchi
Martina Trabucchi (* 6. Juli 2002 in Aosta) ist eine italienische Biathletin. Sie wurde 2020 mit der Mixedstaffel Jugendolympiasiegerin und startet seit 2024 im Weltcup.

## Sportliche Laufbahn
Martina Trabucchi gab ihr internationales Debüt bei den Olympischen Jugendspielen 2020 und gewann gemeinsam mit Linda Zingerle, Nicolò Betemps und Marco Barale auf Anhieb die Goldmedaille im Mixedstaffelrennen, zudem belegte sie im Einzel Rang vier und verpasste eine Medaille nur um etwa 12 Sekunden. Daraufhin nahm sie an den Jugendweltmeisterschaften teil und erzielte unter anderem einen 18. Platz im Sprint. Besser schnitt die Italienerin im darauffolgenden Jahr ab, als sie mit Zingerle und Sara Scattolo Silber im Staffelwettkampf sowie – hinter Lena Repinc – Silber in der Verfolgung gewann. Auch bestritt sie am Saisonende in Obertilliach ihre ersten Rennen im IBU-Cup und lief als 33. eines Sprints sofort in die Punkteränge. Im Winter 2021/22 erzielte Trabucchi im Junior-Cup einen Podestplatz, gegen Ende der Saison zeigte sie daraufhin erneut ihr Können und lief als Sprint-Neunte in der Lenzerheide erstmals unter die besten Zehn eines IBU-Cup-Rennens. Wenig später belegte sie in Ridnaun Rang zwölf, zudem wurde sie mit Patrick Braunhofer Vierte in der Single-Mixed-Staffel. In der Saison 2022/23 lief die Italienerin zwar weiterhin regelmäßig in die Punkteränge, kam aber nicht in die Nähe der besten Zehn. Bei ihren ersten Europameisterschaften verpasste sie die Top 40 nach schwächeren Laufzeiten gänzlich.
Im Winter 2023/24 lief Trabucchi im IBU-Cup dreimal unter die besten Zehn und realisierte in Martell als Sechstplatzierte des verkürzten Einzels ihr persönliches Bestergebnis. Die Europameisterschaften 2024 verliefen erneut enttäuschend, bei ihren letzten Juniorenweltmeisterschaften verpasste sie als Vierte im Einzel und mit der Staffel eine Medaille jeweils recht knapp. Ein guter Einstand in die Folgesaison und die Tatsache, dass Rebecca Passler krankheitsbedingt keine Rennen bestreiten konnte, gab Trabucchi die Möglichkeit, im Dezember 2024 in Hochfilzen erstmals im Weltcup zu starten. Dabei erreichte sie sofort das Verfolgungsrennen und durfte die Staffel bestreiten, in der sie mit Hannah Auchentaller, Samuela Comola und Michela Carrara den elften Platz erreichte. In der Woche darauf lief sie in Le Grand-Bornand auf den 27. Platz im Sprint und ergatterte damit erstmals Weltcuppunkte. Nach einem ordentlichen Verfolgungswettkampf qualifizierte sich Trabucchi somit sofort für den Massenstart, in welchem sie alle Scheiben traf und Rang 17 belegte. Auch in Antholz zeigte sie mit den Plätzen 20 und 19 ansprechende Leistungen, somit wurde sie erstmals für die Weltmeisterschaften nominiert und erreichte dort Platzierungen außerhalb der besten 40.

## Persönliches
Martina Trabucchi stammt aus der Gemeinde Brusson im Aostatal. Ihre zwei Jahre ältere Schwester Beatrice ist ebenfalls als Biathletin aktiv.

## Statistiken

### Weltcupplatzierungen
Die Tabelle zeigt alle Platzierungen (je nach Austragungsjahr einschließlich Olympische Spiele und Weltmeisterschaften).
- 1.–3. Platz: Anzahl der Podiumsplatzierungen
- Top 10: Anzahl der Platzierungen unter den ersten zehn (einschließlich Podium)
- Punkteränge: Anzahl der Platzierungen innerhalb der Punkteränge (einschließlich Podium und Top 10)
- Starts: Anzahl gelaufener Rennen in der jeweiligen Disziplin
- Staffel: inklusive Mixed- und Single-Mixed-Staffeln

| Platzierung               | Einzel | Sprint | Verfolgung | Massenstart | Staffel | Gesamt |
| ------------------------- | ------ | ------ | ---------- | ----------- | ------- | ------ |
| 1. Platz                  |        |        |            |             |         |        |
| 2. Platz                  |        |        |            |             |         |        |
| 3. Platz                  |        |        |            |             |         |        |
| Top 10                    |        |        |            |             | 1       | 1      |
| Punkteränge               |        | 2      | 3          | 1           | 3       | 9      |
| Starts                    | 2      | 6      | 5          | 1           | 3       | 17     |
| Stand: Saisonende 2024/25 |        |        |            |             |         |        |

### Weltcupwertungen
Ergebnisse bei Weltcups (Disziplinen- und Gesamtweltcup) gemäß Punktesystem.
| Saison  | Einzel | Einzel | Sprint | Sprint | Verfolgung | Verfolgung | Massenstart | Massenstart | Gesamt | Gesamt |
| Saison  | Platz  | Punkte | Platz  | Punkte | Platz      | Punkte     | Platz       | Punkte      | Platz  | Punkte |
| ------- | ------ | ------ | ------ | ------ | ---------- | ---------- | ----------- | ----------- | ------ | ------ |
| 2024/25 | 51.    | 35     | 43.    | 37     | 41.        | 24         | –           | –           | 49.    | 96     |

### Biathlon-Weltmeisterschaften
Ergebnisse bei den Weltmeisterschaften:
| Weltmeisterschaften | Weltmeisterschaften | Einzelwettbewerbe | Einzelwettbewerbe | Einzelwettbewerbe | Einzelwettbewerbe | Staffelwettbewerbe | Staffelwettbewerbe | Staffelwettbewerbe |
| Jahr                | Ort                 | Einzel            | Sprint            | Verfolgung        | Massenstart       | Damenstaffel       | Mixedstaffel       | S.-M.-Staffel      |
| ------------------- | ------------------- | ----------------- | ----------------- | ----------------- | ----------------- | ------------------ | ------------------ | ------------------ |
| 2025                | Lenzerheide         | 50.               | 53.               | LAP               | –                 | –                  | –                  | –                  |

### Europameisterschaften
Die Tabelle zeigt alle Platzierungen bei Europameisterschaften:
| Europameisterschaften | Europameisterschaften | Einzelwettbewerbe | Einzelwettbewerbe | Einzelwettbewerbe | Staffelwettbewerbe | Staffelwettbewerbe |
| Jahr                  | Ort                   | Einzel            | Sprint            | Verfolgung        | Mixedstaffel       | S.-M.-Staffel      |
| --------------------- | --------------------- | ----------------- | ----------------- | ----------------- | ------------------ | ------------------ |
| 2023                  | Lenzerheide           | 57.               | 49.               | DNF               | –                  | –                  |
| 2024                  | Osrblie               | 44.               | 64.               | –                 | –                  | –                  |

### Olympische Jugend-Winterspiele
Die Tabelle zeigt alle Platzierungen bei Olympischen Jugend-Winterspielen:
| Olympische Winterspiele | Olympische Winterspiele | Einzelwettbewerbe | Einzelwettbewerbe | Staffelwettbewerbe | Staffelwettbewerbe |
| Jahr                    | Ort                     | Einzel            | Sprint            | Mixedstaffel       | S.-M.-Staffel      |
| ----------------------- | ----------------------- | ----------------- | ----------------- | ------------------ | ------------------ |
| 2020                    | Lausanne                | 4.                | 36.               | 1.                 | –                  |

### Jugend-/Juniorenweltmeisterschaften
Trabucchi nahm bis 2021 an den Jugend-, ab 2023 an den Juniorenwettkämpfen teil.
| Weltmeisterschaften | Weltmeisterschaften | Einzelwettbewerbe | Einzelwettbewerbe | Einzelwettbewerbe | Einzelwettbewerbe | Staffelwettbewerbe | Staffelwettbewerbe |
| Jahr                | Ort                 | Einzel            | Sprint            | Verfolgung        | Massenstart 60    | Damenstaffel       | Mixedstaffel       |
| ------------------- | ------------------- | ----------------- | ----------------- | ----------------- | ----------------- | ------------------ | ------------------ |
| 2020                | Lenzerheide         | 51.               | 18.               | 24.               | nicht ausgetragen | 12.                | nicht ausgetragen  |
| 2021                | Obertilliach        | 9.                | 10.               | 2.                | nicht ausgetragen | 3.                 | nicht ausgetragen  |
| 2023                | Schtschutschinsk    | 35.               | 24.               | 17.               | nicht ausgetragen | 5.                 | –                  |
| 2024                | Otepää              | 4.                | 12.               | N/A               | 20.               | 4.                 | 12.                |